# Narečje
Narečje ali s tujko dialekt (iz gr. dialektos) je jezikovna zvrst, ki jo uporablja poljubno število govorcev na določenem ozemlju. Narečje je torej jezikovni sistem z razvitim lastnim besediščem in slovnico, ne pa nujno tudi načinom zapisa.
Veja jezikoslovja, ki proučuje narečja, se imenuje narečjeslovje (dialektologija).
Razlikovanje med jezikom in narečjem je pogosto politično pogojeno, kar dobro ilustrira  aforizem:
| “                                             | Jezik je narečje z vojsko in mornarico | ” |
| —Max Weinreich, YIVO Bleter 25.1, 1945, p. 13 |                                        |   |

Originalni izrek v jidišu: »אַ שפּראַך איז אַ דיאַלעקט מיט אַן אַרמײ און פֿלאָט« (»A shprakh iz a dialekt mit an armey un flot«).

## Jezikovni kontinuum
Jezikovni kontinuum je pojav velike sorodnosti jezikov, največkrat na geografsko povezanem področju. Na Balkanu opazujemo jezikovni kontinuum južnoslovanskih jezikov, pri čemer so si zlasti zelo sorodni jeziki srbohrvaške skupine (hrvaščina, srbščina, bosanščina, črnogorščina). Kot dinamični pojav v času in kraju se jeziki diferencirajo ali zlivajo, med sosednjimi jeziki pa so tudi območja mešanega govora.  

## Narečja v Wikipediji
Med evropskimi jeziki v Wikipediji imajo ali so imeli status regionalnih jezikov ali narečij vsaj naslednji: bosansko, katalonsko, baskovsko, aromansko, galicijsko, bretonsko, piemontsko, valižansko, okcitansko, aragonsko, zahodnofrizijsko, lombardsko, Plattdüütsch, valonsko, asturijsko, neapeljsko, beneško, sicilsko, alemansko, jidiš, limburščina, korziščina, škotsko, fersko, spodnjesaško, bavarščina, zahodna flamščina, izumrla in spet oživljena manska gelščina, furlanščina, romanš, malteščina, ligurščina, ladinščina, sardinščina, ripuarščina (renščina), šlezijščina, rusinščina, kašubščina, pennsylvanijska nemščina (deitsch), grenlandščina, pikardščina, severna frizijščina, 454 gesel je v stari cerkveni slovanščini, svoje variante imajo moldovščina, gotščina, pfalziščina (gl. List of Wikipedias). Wikipedija spodbudno vpliva na uporabo narečij in standardizira njihovo zapisovanje.